# Платіжна система
Платі́жна систе́ма — платіжна організація, члени платіжної системи та сукупність відносин, що виникають між ними при проведенні переказу коштів. Проведення переказу коштів є обов'язковою функцією, що має виконувати платіжна система.

## Загальний опис
Основа віртуальної системи оплати — використання грошових замінників. Традиційні платіжні системи мають оборотні документи: чеки, документальні акредитиви. З появою комп'ютерів і електронних комунікацій з'явилися альтернативні електронні платіжні системи: дебетові картки, кредитні картки, електронні перекази коштів, прямі кредити, прямі дебети, інтернет-банкінг та електронна комерція платіжних систем.
Деякі платіжні системи охоплюють кредитні механізми, але по суті, інший аспект оплати. Платіжні системи використовуються замість торгів грошових коштів у внутрішніх і міжнародних угодах і складаються з основних послуг, що надаються банками та іншими фінансовими інститутами.
Платіжні системи можуть бути фізичні або електронні, які мають свої власні процедури та протоколи. Стандартизація дозволила деяким з цих систем і мереж зростати в глобальному масштабі, але все ще є багато продуктів, що орієнтовані на конкретні країни або системи.
Приклади загальних світових платіжних систем — кредитні картки та мережі банкоматів. Конкретні форми платіжних систем також використовуються для врегулювання фінансових операцій для продуктів на фондових ринках, ринках облігацій, валютних ринках, ринках ф'ючерсів, ринках похідних цінних паперів і опціонних ринках. А також для переказу коштів між фінансовими інститутами, як всередині країни з використанням клірингу і в валових розрахунках (RTGS) системи, так і на міжнародному рівні з використанням мережі SWIFT.
Термін електронна оплата може відноситися тільки до електронної комерції — оплати для покупки та продажу товарів або послуг, що пропоновані через Інтернет (наприклад: China UnionPay, Mastercard, Visa, PayPal, Skrill, Discover, American Express, Amazon Pay, Japan Credit Bureau тощо) — або, в широкому сенсі, до будь-якого типу електронного переказу коштів (наприклад: MoneyGram, Western Union, RIA Money Transfer, INTEL EXPRESS, Meest Transfer, Wise та ін.). На 2024 рік майже кожна система оплати пов'язана з американською компанією Payoneer яка використовується для виведення грошей з сайтів, де є система оплати (Upwork, Fiverr, EBay, iStock тощо), отримання зарплат з-за кордону, використання облікового запису як додаткового банківського рахунку тощо.

## Список платіжних систем в Україні

### Національні платіжні системи України, платіжними організаціями яких є Українські банки
- ПРОСТІР (НСМЕП)
- Welsend (АБ «Укргазбанк»)
- PrivatMoney (АТ КБ «ПриватБанк»)
- Flashpay (ПрАТ «Банк Фамільний»)
- Система термінових переказів «Швидка копійка» (АТ «Ощадбанк»)
- Telegraf (АТ «Правекс-Банк»)
- iBox Monmey Transfer (АТ «АЙБОКС БАНК»): ТОВ «Мєтапей» (далі — «iBox») та АТ «Айбокс Банк» є різними організаціями. У зв'язку зі співзвучними назвами мережею поширювася твердження, що платіжні термінали iBox були у власності АТ «Айбокс Банк», проте це є заперечною інформацією. Компанія платіжних терміналів «iBox» виникла у 2006 році, вона має окремого власника, який не пов'язаний із власниками АТ «Айбокс Банк», який раніше був зареєстрований як ПАТ «АгроКомБанк» і лише у 2016 році змінив фірмове найменування на ПАТ «Айбокс Банк». Оскільки компанія «iBox» є небанківською організацією, АТ «Айбокс Банк» був розрахунковим банком-партнером. Після відкликання у нього банківської ліцензії 7 березня 2023 року, вимушено була призупена робота терміналів і в найшвидший термін укладено договір з іншим банком, тому робота мережі відновлена. Усі платіжні термінали працюють та приймають платежі.
- ГЛОБУС (АТ "КБ «Глобус»")

### Внутрішньодержавні небанківські платіжні системи України[2]
- Поштовий переказ (АТ «Укрпошта»)
- NovaPay (ТОВ «Нова Пошта»)
- ІнтерПейСервіс (ПрАТ «Запоріжзв'язоксервіс»/(ВПС «ІнтерПейСервіс»)
- Фінансовий світ (ТОВ «Українська платіжна система»/(ВПС «Фінансовий світ»)
- Розрахункова Фондова Система (ПрАТ "ФК «СУЧАСНІ КРЕДИТНІ ТЕХНОЛОГІЇ»)
- ГлобалМані (ТОВ «Глобалмані»)
- Укркарт (АТ «УКРКАРТ»)
- MOSST Payments (ТОВ «ФК Вап-капітал»)
- Forpost (ТОВ «Пост Фінанс»)
- Paypong (ТОВ «Європейська платіжна система»)
- Електрум (ТОВ «Електрум пеймент сістем»)
- LEO (ТОВ «ФК Леогеймінг пей»)
- Платисервіс (ТОВ «Платисервіс»)
- City24 (ТОВ "ФК «Фенікс»)
- AVERS № 1 (АТ "ФК «АВЕРС № 1»)
- UApay (ТОВ «ФК ЮАПЕЙ»)
- LIME MONEY (ТОВ «СМАРТ ФІНЕКСПЕРТ»)

- FONDY (ТОВ «ФК Елаенс»)
- LiqPay (АТ КБ «ПриватБанк»)
- iPay.ua (ТОВ «УНІВЕРСАЛЬНИЙ ДАТА ЦЕНТР» та ТОВ «Універсальні платіжні рішення»)
- Monego (ТОВ «Універсальні платіжні рішення»)
- Plategka (ТОВ «ФІНТЕКО»)
- e-Pay (ТОВ «Є-ПЕЙ»)
- iBox (ТОВ «ПЕЙБОКС»)
- EasyPay (ТОВ «Ізі Софт»: НФУ ТОВ ФК «Контрактовий дім», ВПС «Фінансовий світ» та ТОВ ФК «Абекор»)
- Payoneer
- Tranzzo

### Платіжні системи, що під санкціями в Україні
- WebMoney
- ЮMoney
- QIWI